# Гарна дружина (телесеріал)
«Гарна дружина» (англ. «The Good Wife») — американський телесеріал у жанрі юридичної драми, прем'єра якого відбулася 22 вересня 2009 року на телеканалі CBS. Автори серіалу — Роберт Кінг та Мішель Кінг. В головних ролях — Джуліанна Маргуліс, Крістін Баранскі та Джош Чарльз.

## Сюжет
Алісія Флоррік (Джуліанна Маргуліс) — дружина чиказького прокурора та мати двох дітей. Її чоловік, Пітер Флоррік (Кріс Нот), перебуває у центрі сексуального скандалу, після якого опиняється у в'язниці зі звинуваченнями у корупції. Давній друг Алісії, Вілл Гарднер, влаштовує її молодшим адвокатом у свою юридичну фірму. Тепер Алісії доведеться згадати усі свої навички роботи адвокатом і почати свою кар'єру «з нуля».

## У ролях

### Головні
- Джуліанна Маргуліс — Алісія Флоррік: дружина державного прокурора;
- Метт Зукрі — Кері Агос: ще один молодший юрист у компанії, змагається з головною героїнею за постійне місце у фірмі.
- Арчі Панджабі — Калінда Шарма: приватний детектив фірми.
- Грем Філліпс — Зак Флоррік: син Алісії.
- Макензі Вега — Грейс Флоррік: донька Алісії.
- Джош Чарльз — Вілл Гарднер: друг Алісії з юридичного коледжу, один з трьох співвласників фірми.
- Крістін Баранскі — Діана Локхард: старший партнер у фірмі, також є співвласником фірми.
- Алан Каммінг — Ілай Голд: антикризовий менеджмент.
- Метью Гуд — Фінн Полмар: асистент державного прокурора.
- Джеффрі Дін Морган — Джейсон Крауз: слідчий.

### Другорядні
- Кріс Нот — Пітер Флоррік.
- Мері Бет Пейл — Джекі Флоррік.
- Майк Колтер — Лемонд Бішоп.
- Ґері Коул — Курт Маквей.
- Керрі Престон — Ельсбет Тасіоні.
- Ділан Бейкер — Колін Суїні.
- Даллас Робертс — Оуен Кавано.
- Майкл Джей Фокс — Луіс Кеннінг.
- Америка Феррера — Наталі Флорес.
- Девід Крамхолц — Джош Марінер.
- Джо Мортон — Пітер Медсен.
- Леслі Гендрікс — Вірджинія Сан.
- Вікторія Картагена — Тереза Реєс.
- Джуліанн Ніколсон — Келлі Сімко.
- Меймі Гаммер — Ненсі Крозьє.
- Джанель Молоні — Кеті Айзенштадт.
- Джулі Вайт — Селма Краузе.
- Девін Ретрей —  Кевін Костас
- Хевіленд Морріс —  Джоді Вон
- Келлі Гіддіш —  Софія Руссо

### Рейтинги
| Сезон | Дата прем'єри сезону | Дата закінчення сезону | ТБ сезон  | Позиція | Глядачів в США (млн.) |
| ----- | -------------------- | ---------------------- | --------- | ------- | --------------------- |
| 1     | 22 вересня 2009      | 25 травня 2010         | 2009–2010 | #18     | 13.12                 |
| 2     | 28 вересня 2010      | 17 травня 2011         | 2010–2011 | #16     | 13.00                 |
| 3     | 25 вересня 2011      | 29 квітня 2012         | 2011–2012 | #26     | 11.83                 |
| 4     | 30 вересня 2012      | 28 квітня 2013         | 2012–2013 | #27     | 10.98                 |
| 5     | 29 вересня 2013      | 18 травня 2014         | 2013–2014 | #23     | 11.43                 |
| 6     | 21 вересня 2014      | 10 травня 2015         | 2014–2015 | #22     | 12.17                 |
| 7     | 4 жовтня 2015        | 8 травня 2016          | 2015–2016 | #27     | 10.84                 |

## Спін-оффи
У 2017 році вийшов спін-офф «Хороша боротьба». У 2024 році — «Елсбет».

## Трансляція в Україні
Серіал транслювався з 25 жовтня 2021 по 23 лютого 2022 року на телеканалі «Інтер» о 23:50 по дві серії.
Пізніше транслювався з 27 лютого по 14 квітня 2023 року, з 18 травня по 7 липня 2023 року та з 26 серпня по 5 листопада 2023 року на телеканалі «НТН» о 21:00 та о 19:20 по дві та чотири серії.
З 27 січня 2025 року серіал транслюється на телеканалі «Світло».